# Regeneration
Regeneration (ang. Regeneration) – amerykański niemy film z 1915 roku w reżyserii Raoula Walsha.

## Wyróżnienia
| Rok wpisania | National Film Registry |
| ------------ | --- |
| 2000         | Lista filmów budujących dziedzictwo kulturalne USA utworzona przez National Film Preservation Board i przechowywana w Bibliotece Kongresu Stanów Zjednoczonych |